# آرلون ليندنر
آرلون ليندنر هو سياسي أمريكي، ولد في 3 أغسطس 1935 في تكساس في الولايات المتحدة. نشط حزبياً في الحزب الجمهوري لمينيسوتا ‏ والحزب الجمهوري. وقد انتخب عضو مجلس نواب مينيسوتا ‏.